# Орден Национального образования (Габон)
Орден Национального образования — государственная награда Габона

## Степени
Орден имеет три класса:
- Командор — золотой знак на шейной ленте.
- Офицер — серебряный знак на нагрудной ленте с розеткой.
- Кавалер — серебряный знак на нагрудной ленте.

## Описание
Знак ордена — две пальмовые ветви, сложенные в венок. На венок наложен круглый медальон с каймой. В медальоне монограмма «RG», на кайме надпись «EDUCATION NATIONALE». При помощи переходного кольца знак крепится к орденской ленте.
Реверс знака — в медальоне надпись в четыре строки «ORDE GABONAIS / DE / L’EDUCATION / NATIONALE».
Орденская лента жёлтая с широкой зелёной полосой по центру и чередующимися тремя синими и двумя тонкими зелёными полосками к краю.